# Lalaine
Lalaine Vergara-Paras  (født 3. juni 1987),  også kendt som Lalaine , er en amerikansk skuespiller og singer-songwriter.  Hun er måske bedst kendt for sin rolle som Miranda Sanchez i Disney Channel-serien Lizzie McGuire , som blev vist fra 2001 til 2004. Hun har ført en musikkarriere siden 2009. Hun var medlem af bandet Vanity Theft fra 2010 til 2011.